# Coquelle Thompson
Coquelle Thompson (ca. 1848-1946) fou un amerindi ko-kwel de l'estat d'Oregon que va ser assessor cultural i lingüístic almenys de sis antropòlegs importants al llarg de la seva llarga vida. Nascut fill d'un cap dels alts coquille, va ser un dels centenars d'indis del sud-oest d'Oregon que havien estat traslladats en vaixell des Port Orford a reserva índia Coast el juny de 1856. El seu és l'únic relat d'un testimoni amerindi de la deportació. Va créixer i va viure a la reserva Siletz, on serví des durant dècades com a membre de la policia tribal.
En 1873 Coquelle Thompson va assistir a una versió de la Ghostdance de 1870 feta a Corvallis (Oregon), i més tard va assistir a un ball de la California Earth Lodge a Upper Farm, reserva Siletz. Aviat esdevingué en convers a una versió de la Ghostdance coneguda a Siletz com a Warm House Dance i va fer-ne proselitisme al llarg de la costa d'Oregon fins al sud a Coos Bay. La seva versió fou coneguda com a Thompson Warm House Dance.
Es va casar tres vegades i va tenir onze fills, tots ells van morir abans de l'edat adulta excepte dos, que van casar-se i tenir descendència que encara viu.